# Smågrönbulbyl
Smågrönbulbyl (Eurillas ansorgei) är en fågel i familjen bulbyler inom ordningen tättingar.

## Utbredning och systematik
Smågrönbulbyl delas upp i två underarter med följande utbredning:
- E. a. ansorgei – Sierra Leone till Gabon, norra Angola, norra Demokratiska republiken Kongo och västra Uganda
- E. a. kavirondensis – västra Kenya (norra Kavirondo till området kring berget Elgon)

## Status
IUCN kategoriserar arten som livskraftig. 

## Namn
Fågelns vetenskapliga artnamn hedrar Dr William John Ansorge (1850-1913), brittisk läkare stationerad i Mauritius, Uganda och Nigeria samt zoolog, samlare och upptäcktsresande i tropiska Afrika. Tidigare kallades den ansorgegrönbulbyl eller Ansorges grönbulbyl’’ även på svenska, men tilldelades 2024 ett mer informativt namn av BirdLife Sveriges taxonomikommitté.